# Canal de Moscou
Le canal de Moscou (en russe : Канал имени Москвы, Kanal imeni Moskvy), est un canal de Russie, qui relie la rivière Moskova à la principale voie d'eau de la Russie d'Europe, la Volga. Long de 128 km, il est situé dans l'oblast de Moscou. Le canal part de la Moskova à Touchino, au nord-ouest de Moscou, et atteint la Volga près de Doubna, juste en amont du réservoir d'Ivankovo. Son parcours est jalonné par huit écluses. Il fait partie du Système des Cinq-Mers, officiellement le réseau unifié de voies navigables de grande profondeur en Russie d'Europe.
Le canal a été creusé par des prisonniers du Dmitlag, une structure du Goulag spécialement créée à cet effet le 14 septembre 1932. Après quatre ans et huit mois de travaux, le canal fut ouvert au trafic le 15 juillet 1937. Il s'est appelé Canal Moscou – Volga (Канал Москва – Волга) jusqu'en 1947.
Grâce au canal, Moscou est reliée par des voies navigables à cinq mers : la mer Blanche, la mer Baltique, la mer Caspienne, la mer d'Azov et la mer Noire. C'est la raison pour laquelle la ville est parfois appelée le « port des cinq mers » (порт пяти морей). Le canal fournit également près de la moitié de la consommation d'eau de Moscou et les rives de ses nombreux réservoirs sont utilisées comme espaces de loisirs.